# Hettangià
| Període                                                          | Sèrie    | Estage       | Edat (Ma)   |
| ---------------------------------------------------------------- | -------- | ------------ | ----------- |
| Cretaci                                                          | Inferior | Berriasià    | més recent  |
| Juràssic                                                         | Superior | Titonià      | 145,5-150,8 |
| Juràssic                                                         | Superior | Kimmeridgià  | 150,8-155,7 |
| Juràssic                                                         | Superior | Oxfordià     | 155,7-161,2 |
| Juràssic                                                         | Mitjà    | Cal·lovià    | 161,2-164,7 |
| Juràssic                                                         | Mitjà    | Bathonià     | 164,7-167,7 |
| Juràssic                                                         | Mitjà    | Bajocià      | 167,7-171,6 |
| Juràssic                                                         | Mitjà    | Aalenià      | 171,6-175,6 |
| Juràssic                                                         | Inferior | Toarcià      | 175,6-183,0 |
| Juràssic                                                         | Inferior | Pliensbaquià | 183,0-189,6 |
| Juràssic                                                         | Inferior | Sinemurià    | 199,3 ± 0,3 |
| Juràssic                                                         | Inferior | Hettangià    | 201,3 ± 0,2 |
| Triàsic                                                          | Superior | Retià        | més antic   |
| Subdivisió del sistema Juràssic segons IUGS, el juliol del 2009. |          |              |             |

L'Hettangià és un estatge faunístic del Juràssic inferior que començà fa 201,3 ± 0,2 milions d'anys i s'acabà fa 199,3 ± 0,3 milions d'anys. Es tracta del primer estatge del període Juràssic. Fou anomenat en referència a la localitat francesa d'Hettange-Grande, on se'n troba l'estratotip.

## Fauna
- Aetonyx
- Thalassiodracon